# مطار مينسك-1
مطار مينسك-1 (بالبيلاروسية؛ Аэрапорт Мінск-1): (إياتا: MHP، إيكاو: UMMM) هو مطار يقع في مينسك، روسيا البيضاء، وأغلق في 23 ديسمبر 2015.

## وصلات خارجية
- الموقع الرسمي